# Périgny (Calvados)
Périgny è un comune francese di 56 abitanti situato nel dipartimento del Calvados nella regione della Normandia.

## Società

### Evoluzione demografica
Abitanti censiti